# 名探偵Mr.カタギリ
『名探偵Mr.カタギリ』（めいたんていミスターカタギリ）は、宇野比呂士による日本の漫画作品。『週刊少年マガジン』（講談社）にて1986年から1988年にかけて連載された。単行本は講談社少年マガジンコミックスより全5巻。第2巻より「ORIGINAL STORY BY 鐘田頌太朗」、「原案／鐘田頌太朗」との原作者表記が入っている。
連載は当初は1、2ヶ月に1回の不定期掲載で始まり、1987年22号から40号まで隔週連載、1987年44号から毎週連載となった。連載誌では、「ACT.11 悪夢の予告編」（1987年32号）より原作者名が表示されている。
原案担当の鐘田頌太朗は、同誌に同時期に連載されていた石垣ゆうき『100万$キッド』（1986年41号-1988年19号）の原案も担当していた。

## 登場人物
片桐 正人（かたぎり まさと）
22歳。探偵。愛車はMG・ミジェット（後の依頼遂行時に海にハマり廃車。以後はアルファロメオ・スパイダーに）。
お金がないため、自分の探偵事務所を持っておらず、いつも喫茶店「綺麗」で依頼人を待っている。「綺麗」では「ツケ」で飲み食いしており、その金額は溜まりに溜まって1年分になってしまっている。
依頼人のためなら、犯罪すれすれの事をしてでも仕事を成功させる。そのやり方はかなり荒っぽい。そのため周囲の人達からは「お前は探偵ではなく詐欺師なのではないか」と言われている。事件解決後の決めゼリフは「ざまーみやがれブタのケツ」。
特技は声帯模写、縄抜け（敵に縛られた時）、射撃。走っているパトカーのタイヤを撃ち抜く事が出来る。また女好きであり、美女の依頼ならどのような依頼でも安請け合いしてしまう。そのせいで犯罪に加担させられそうになることも少なくない。
マスター
28歳。喫茶店「綺麗」のマスター。
片桐の溜めた「ツケ」を回収するため、片桐の仕事を手伝ってくれる。ツケ回収のためなら何でもする人物で、熱気球に乗って窃盗を手伝ったり、銀行強盗を手伝ったりする。ツケの支払いの代わりに友人から麻雀で巻き上げたというダンヒルのライターを片桐から受け取るが「made in KINGKONG」というとんでもないシロモノで、猛烈な火で酷い目に遭っている。片桐とは客と言うよりも親友に近いノリだが、片桐に殺人の嫌疑がかかった時、包丁をつきつけられて電話での工作を余儀なくされる。その時「俺たちに友情は無いのか」と片桐に問うている。
特技はなぜか特殊メイク。
菊池 なみこ（きくち なみこ）
第3話「お嬢さまイタズラ脅迫事件」の依頼人。片桐が依頼を解決してくれて以降、片桐やマスターとよく行動を共にするようになる。
単行本第2巻「大使令嬢誘拐事件」の時点で16歳。単行本第5巻のキャラクター紹介ページでは17歳とされている。K女子高等学校の生徒で、M商事の専務令嬢。田園調布に住んでいる。駐日大使の令嬢を幼馴染にもち、大使館で開催された社交パーティーに招待されるなど（「大使令嬢誘拐事件」）、上流階級の人々とも交流がある。
片桐に想いを寄せているが、彼の女好きの性格に度々やきもきしている。その他、自分の胸の薄さにも悩んでいるらしい。
プロフェッサー
「教授（プロフェッサー）の犯罪美学」「教授（プロフェッサー）の危険な挑戦」「初めての敗北・・・・」に登場する片桐の宿敵。
自称、天才的犯罪者であり犯罪学の教授。数多くの迷宮入り事件に関わり、捜査線上に浮上しながら常に決定的証拠を残さず逮捕歴ゼロという犯罪のプロフェッショナルだったが、片桐に敗北を喫したことにより彼をライバル視するようになる。
殺人は好まず人質を取っていてもむやみに人の命を奪うことはしないが、必要とあらば人を殺すことも躊躇わない。また二度目の挑戦では原爆を用いた脅迫もしている。

## 書誌情報および収録エピソード一覧
宇野比呂士 『名探偵Mr.カタギリ』 講談社（少年マガジンコミックス）、全5巻
2巻より「ORIGINAL STORY BY 鐘田頌太朗」「原案／鐘田頌太朗」の表記あり。
| 巻 | 発行年月   | ISBN               | 収録エピソード                                                                | 収録エピソード                                                                | 初出         | 備考                   |
| -- | ---------- | ------------------ | ----------------------------------------------------------------------------- | ----------------------------------------------------------------------------- | ------------ | ---------------------- |
| 1  | 1987年5月  | ISBN 4-06-311241-1 | ACT.1 名画「聖母（マドンナ）」詐欺事件                                        | ACT.1 名画「聖母（マドンナ）」詐欺事件                                        | 1986年44号   | 掲載時サブタイトルなし |
| 1  | 1987年5月  | ISBN 4-06-311241-1 | ACT.2 ランチュウ盗難事件                                                      | ACT.2 ランチュウ盗難事件                                                      | 1987年1号    |                        |
| 1  | 1987年5月  | ISBN 4-06-311241-1 | ACT.3 お嬢さまイタズラ脅迫事件                                                | ACT.3 お嬢さまイタズラ脅迫事件                                                | 1987年6号    |                        |
| 1  | 1987年5月  | ISBN 4-06-311241-1 | ACT.4 悪徳病院・臓器密売事件                                                  | ACT.4 悪徳病院・臓器密売事件                                                  | 1987年10号   |                        |
| 1  | 1987年5月  | ISBN 4-06-311241-1 | ACT.X 謎の男・美女追跡事件 （読み：なぞのチカン・おんなのこおいまわしじけん） | ACT.X 謎の男・美女追跡事件 （読み：なぞのチカン・おんなのこおいまわしじけん） | 1987年18号   | 全5ページの小品        |
| 2  | 1987年8月  | ISBN 4-06-311271-3 | ACT.1 ストラディバリを手に入れろ!                                             | ACT.1 ストラディバリを手に入れろ!                                             | 1987年18号   |                        |
| 2  | 1987年8月  | ISBN 4-06-311271-3 | ACT.2 アイドルを救え!                                                         | ACT.2 アイドルを救え!                                                         | 1987年22号   | この回より隔週連載     |
| 2  | 1987年8月  | ISBN 4-06-311271-3 | ACT.3 参上!! こうもり男爵（バット・バロン）                                   | ACT.3 参上!! こうもり男爵（バット・バロン）                                   | 1987年24号   |                        |
| 2  | 1987年8月  | ISBN 4-06-311271-3 | ACT.4 大使令嬢誘拐事件                                                        | ACT.4 大使令嬢誘拐事件                                                        | 1987年26号   |                        |
| 2  | 1987年8月  | ISBN 4-06-311271-3 | ACT.5 ハッカーは誰だ?                                                         | ACT.5 ハッカーは誰だ?                                                         | 1987年28号   |                        |
| 3  | 1987年10月 | ISBN 4-06-311288-8 | ACT.1 大空の怪事件                                                            | ACT.1 大空の怪事件                                                            | 1987年30号   |                        |
| 3  | 1987年10月 | ISBN 4-06-311288-8 | ACT.2 悪夢の予告編（プレビュー）                                              | ACT.2 悪夢の予告編（プレビュー）                                              | 1987年32号   |                        |
| 3  | 1987年10月 | ISBN 4-06-311288-8 | ACT.3 現金（キャッシュ）強奪大作戦                                            | ACT.3 現金（キャッシュ）強奪大作戦                                            | 1987年34号   |                        |
| 3  | 1987年10月 | ISBN 4-06-311288-8 | ACT.4 特効薬があぶない                                                        | ACT.4 特効薬があぶない                                                        | 1987年36号   |                        |
| 3  | 1987年10月 | ISBN 4-06-311288-8 | ACT.5 教授（プロフェッサー）の犯罪美学                                        | ACT.5 教授（プロフェッサー）の犯罪美学                                        | 1987年38号   |                        |
| 3  | 1987年10月 | ISBN 4-06-311288-8 | ACT.6 悪事は決して儲からない                                                  | ACT.6 悪事は決して儲からない                                                  | 1987年40号   |                        |
| 4  | 1987年1月  | ISBN 4-06-311309-4 | ACT.1 消えろ! 古代の大神秘!!                                                  | 前編                                                                          | 1987年44号   | この回より週刊連載     |
| 4  | 1987年1月  | ISBN 4-06-311309-4 | ACT.1 消えろ! 古代の大神秘!!                                                  | 後編                                                                          | 1987年45号   |                        |
| 4  | 1987年1月  | ISBN 4-06-311309-4 | ACT.2 片桐の完全犯罪プラン                                                    | 前編                                                                          | 1987年46号   |                        |
| 4  | 1987年1月  | ISBN 4-06-311309-4 | ACT.2 片桐の完全犯罪プラン                                                    | 後編                                                                          | 1987年47号   |                        |
| 4  | 1987年1月  | ISBN 4-06-311309-4 | ACT.3 時の迷宮殺人事件                                                        | 前編                                                                          | 1987年48号   |                        |
| 4  | 1987年1月  | ISBN 4-06-311309-4 | ACT.3 時の迷宮殺人事件                                                        | 後編                                                                          | 1987年49号   |                        |
| 4  | 1987年1月  | ISBN 4-06-311309-4 | ACT.4 勝利の瞬間・・・・!!                                                    | 前編                                                                          | 1987年50号   |                        |
| 4  | 1987年1月  | ISBN 4-06-311309-4 | ACT.4 勝利の瞬間・・・・!!                                                    | 後編                                                                          | 1987年51号   |                        |
| 4  | 1987年1月  | ISBN 4-06-311309-4 | ACT.5 人殺しのミツバチ                                                        | 前編                                                                          | 1987年52号   |                        |
| 4  | 1987年1月  | ISBN 4-06-311309-4 | ACT.5 人殺しのミツバチ                                                        | 後編                                                                          | 1988年1号    |                        |
| 5  | 1987年4月  | ISBN 4-06-311336-1 | ACT.1 クリスマスには殺人を・・・・                                            | 前編                                                                          | 1988年2・3号 |                        |
| 5  | 1987年4月  | ISBN 4-06-311336-1 | ACT.1 クリスマスには殺人を・・・・                                            | 後編                                                                          | 1988年4・5号 |                        |
| 5  | 1987年4月  | ISBN 4-06-311336-1 | ACT.2 物言えぬ証人                                                            | 前編                                                                          | 1988年6号    |                        |
| 5  | 1987年4月  | ISBN 4-06-311336-1 | ACT.2 物言えぬ証人                                                            | 後編                                                                          | 1988年7号    |                        |
| 5  | 1987年4月  | ISBN 4-06-311336-1 | ACT.3 あした元気になあれ                                                      | ACT.3 あした元気になあれ                                                      | 1988年8号    |                        |
| 5  | 1987年4月  | ISBN 4-06-311336-1 | ACT.4 教授（プロフェッサー）の危険な挑戦                                      | 前編                                                                          | 1988年9号    |                        |
| 5  | 1987年4月  | ISBN 4-06-311336-1 | ACT.4 教授（プロフェッサー）の危険な挑戦                                      | 後編                                                                          | 1988年10号   |                        |
| 5  | 1987年4月  | ISBN 4-06-311336-1 | ACT.5 片桐を殺らなければならない男                                            | 前編                                                                          | 1988年13号   |                        |
| 5  | 1987年4月  | ISBN 4-06-311336-1 | ACT.5 片桐を殺らなければならない男                                            | 後編                                                                          | 1988年14号   |                        |
| 5  | 1987年4月  | ISBN 4-06-311336-1 | ACT.6 すべては愛する人のために                                                | 前編                                                                          | 1988年15号   |                        |
| 5  | 1987年4月  | ISBN 4-06-311336-1 | ACT.6 すべては愛する人のために                                                | 後編                                                                          | 1988年16号   |                        |
| 5  | 1987年4月  | ISBN 4-06-311336-1 | ACT.7 初めての敗北・・・・                                                    | ACT.7 初めての敗北・・・・                                                    | 1988年17号   |                        |

雑誌掲載時、話数カウント（ACT）は連番になっており、最終回の「初めての敗北・・・・」は「ACT.28」。

## 単行本未収録エピソード
『週刊少年マガジン』1988年11号および12号に掲載された「ACT.25 不思議の国の犯罪」（前後編）は単行本未収録となっている。